# Атанасов, Цветан
Цветан Славев Атанасов (болг. Цветан Славев Атанасов; род. 10 апреля 1948, Хераково) — болгарский футболист, полузащитник. Семикратный чемпион Болгарии.

## Клубная карьера
Во взрослом футболе дебютировал в 1966 году в составе команды «ЦСКА» (София), за которую выступал на протяжении всей своей одиннадцатилетней карьеры.
Долгое время Атанасов был основным игроком команды. За время в клубе семь раз становился чемпионом Болгарии в сезонах 1965/66, 1968/69, 1970/71, 1971/72, 1972/73, 1974/75 и 1975/76.
Завершил карьеру футболиста в 1976 году, проведя в составе клуба 231 матч и забив 36 голов. В 1995 году ненадолго возглавил тренерский штаб клуба.

## Карьера в сборной
В 1968 году дебютировал в официальных матчах в составе национальной сборной Болгарии.
В течение семилетней карьеры в составе сборной, провёл в ней 9 матчей, забив 2 гола.